# Beluran
Beluran ist eine Stadt im malaysischen Bundesstaat Sabah. Sie gehört zum gleichnamigen Verwaltungsbezirk (Distrikt Beluran) und liegt 80 Kilometer westlich von Sandakan. Die Stadt ist Teil des Gebietes Sandakan Division, das die Distrikte Beluran, Kinabatangan, Sandakan und Tongod umfasst.

## Etymologie
Der Name Beluran stammt aus der Sprache der Tidong und Dusun am Sungai Labuk. Ursprünglich war damit in Verbindung mit einem Hügel eine Landmarke (Buludan) gemeint. Infolge falscher Aussprache und Schreibweise entstand daraus das heutige Beluran.

## Demographie
Die Bevölkerung der Stadt Beluran beträgt laut der letzten Volkszählung 3.132 Einwohner. Die Bevölkerung besteht aus einer Mischung verschiedener Ethnien, darunter vor allem Tidong, Kadazan, Dusun und Orang Sungai. Wie in vielen anderen Städten Sabahs gibt es auch hier eine beträchtliche Anzahl illegaler Immigranten aus den nahegelegenen Philippinen, vor allem aus Sulu und Mindanao, die in der Bevölkerungsstatistik nicht verzeichnet sind.